# Tomils GR
| GR ist das Kürzel für den Kanton Graubünden in der Schweiz. Es wird verwendet, um Verwechslungen mit anderen Einträgen des Namens Tomils zu vermeiden. |

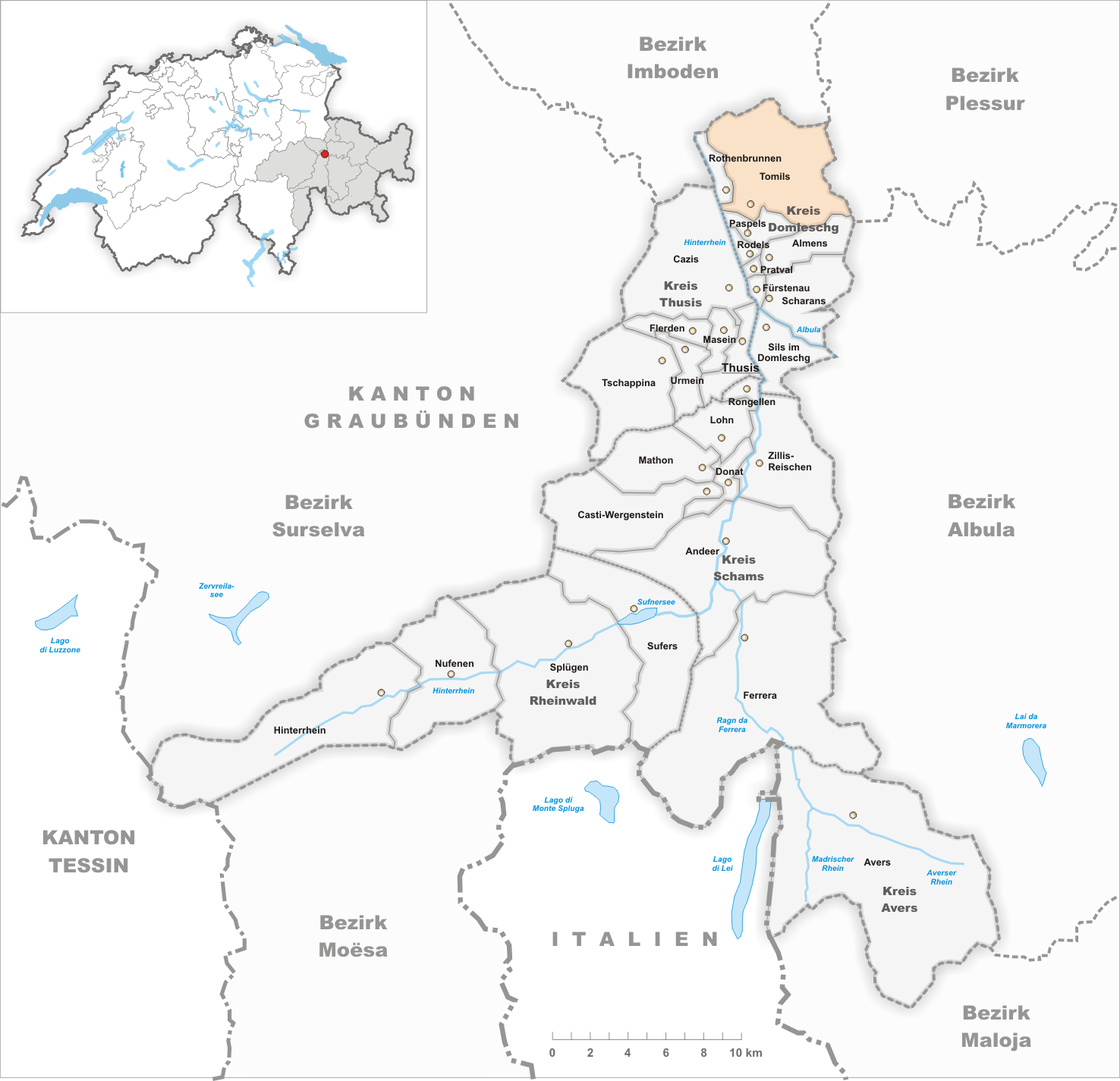
Gemeindestand vor der Fusion am 1. Januar 2015

Tomils (rätoromanisch Tumegl) war eine von 2009 bis 2014 existierende politische Gemeinde in der Region Viamala im Schweizer Kanton Graubünden. Die ehemals selbständige Gemeinde bildet seit 2015 mit Almens, Paspels, Pratval und Rodels die neue Gemeinde Domleschg.
Tomils war 2009 aus der Fusion von Feldis/Veulden, Scheid, Trans und Tumegl/Tomils entstanden.

## Geschichte
Die Gemeinde Tomils wurde am 1. Januar 2009 durch die Fusion der bis dahin selbständigen Gemeinden Feldis/Veulden, Scheid, Trans und Tumegl/Tomils gebildet. Nachbargemeinden waren Cazis, Rothenbrunnen, Domat/Ems, Churwalden, Almens und Paspels.
Am 1. Januar 2015 fusionierte die Gemeinde Tomils ihrerseits mit den Gemeinden Almens, Paspels, Pratval und Rodels zur neuen Gemeinde Domleschg.

## Wappen
| | Blasonierung: «In Blau gelber erniedrigter Sparren, darüber drei gelbe sechsstrahlige Sterne nebeneinander, darunter ein gelber sechsstrahliger Stern.» |
| Die vier Sterne stehen für die vier ehemaligen Gemeinden Feldis/Veulden, Scheid, Trans und Tumegl/Tomils. Der Stern unter dem Sparren steht für Tumegl/Tomils, das im Tal liegt. Die andern drei ehemaligen Gemeinden befinden sich weit über der Talsohle. Der Sparren stammt aus dem Wappen von Trans. Im Wappen von Scheid stehen zwei und in dem von Tumegl/Tomils ein Stern. Somit haben die Sterne nicht nur eine reine Zählfunktion. Die Farben Blau und Gelb entsprechen denen aus dem bisherigen Wappen von Tumegl/Tomils. | |

## Bevölkerung
| Bevölkerungsentwicklung | Bevölkerungsentwicklung | Bevölkerungsentwicklung | Bevölkerungsentwicklung | Bevölkerungsentwicklung | Bevölkerungsentwicklung | Bevölkerungsentwicklung |
| ----------------------- | ----------------------- | ----------------------- | ----------------------- | ----------------------- | ----------------------- | ----------------------- |
| Jahr                    | 2009                    | 2010                    | 2011                    | 2012                    | 2013                    | 2014                    |
| Einwohner               | 712                     | 711                     | 713                     | 725                     | 717                     | 706                     |

## Sehenswürdigkeiten

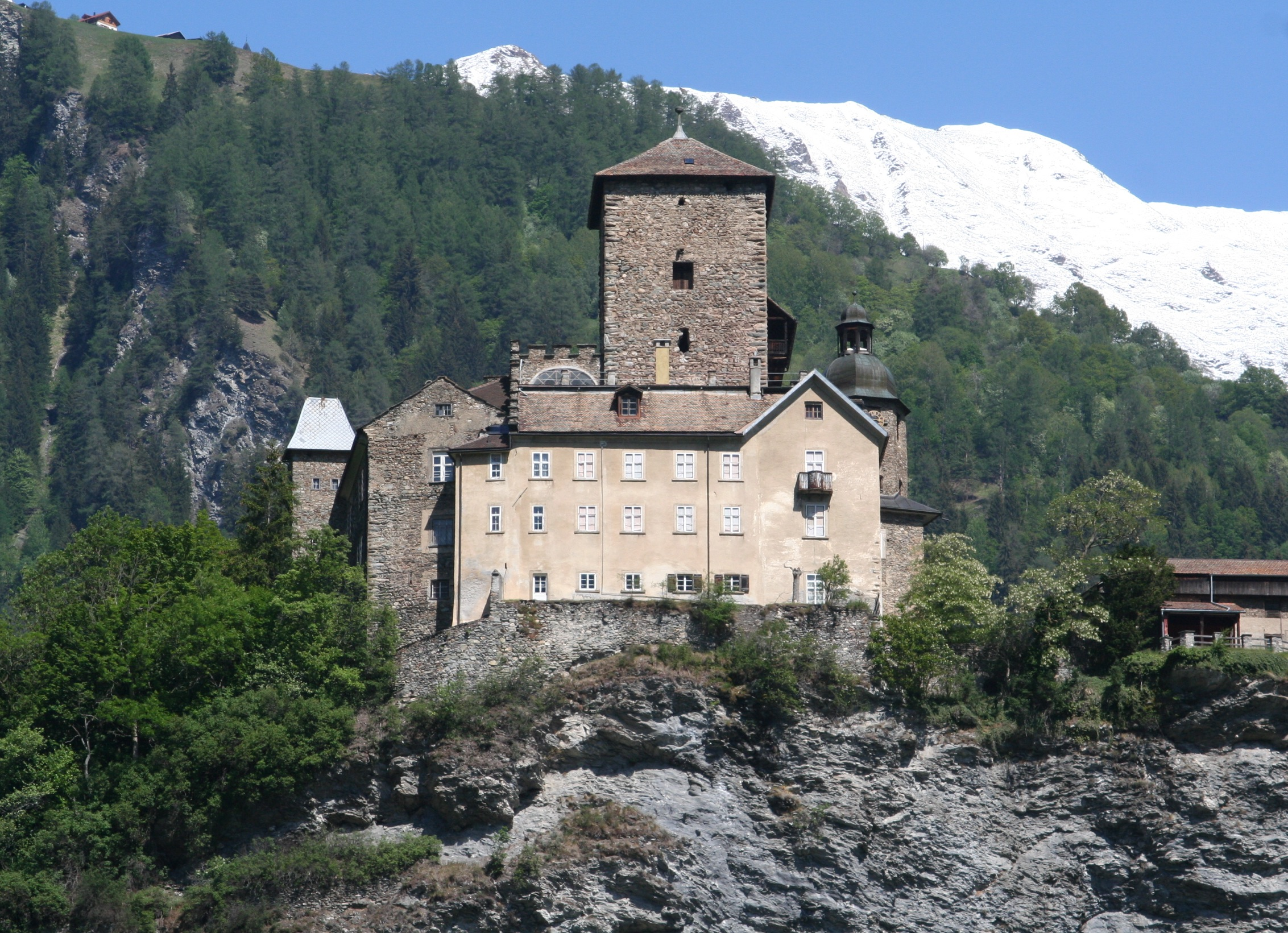
Schloss Ortenstein

### Feldis/Veulden
- Reformierte Dorfkirche
- Bergbahnen Feldis[2]

### Scheid
- Reformierte Dorfkirche

### Trans
- Reformierte Dorfkirche

### Tumegl/Tomils
- Schloss Ortenstein
- Katholische Pfarrkirche Mariä Krönung mit der grössten zusammenhängenden Wandmalerei von Hans Ardüser[3] und Wandgemälden des Kapuzinerpaters Deodato von 1633.
- Frühmittelalterliches Kirchengebäude Sogn Murezi